# اچ‌ام‌اس بری (۱۹۱۹)
اچ‌ام‌اس بری (۱۹۱۹) (به انگلیسی: HMS Bury (1919)) یک کشتی بود که طول آن ۲۳۱ فوت (۷۰ متر) بود. این کشتی در سال ۱۹۱۹ ساخته شد.